# 遠山村 (岐阜県)
遠山村（とおやまむら）は、かつて岐阜県恵那郡にあった村である。現在の恵那市の南西部、かつての恵那郡山岡町の東部に該当する。
小里川（庄内川支流）上流の村であり、村名はかつて存在した荘園（遠山荘）に由来する。

## 大字・字
- 大字:久保原
- 字:安野入、休場、丸山、檜洞、沖、竹之上、岩ケ洞、鳶ケ巣、中西前、北洞、殿外津、稲葉下、大久手、立岩、申堂前、横吹、宮野前、三升蒔、細洞、柏崎、藤上、權田、芋ケ洞、木屋ケ入、井野口、大久醐、町名平、梅平、西大平、樫木、古野川、向古野川、東山上ケ平、福神平、端田、東上
- 大字:馬場山田
- 字:三角、一貫平、峯山、青木、亀割、飯高、兼平、八升蒔、松原、南ケ洞、元替戸、小名畔、矢矧下、矢矧、河原田、水口、牛ケげい、新道、前田、なまず、菅洞、中根、丸山、百田、石ケ洞、小玉石、五反田、的場、角替戸、吉原、溝洗、鹽田、唯刈、瀧の上、芋ケ洞、眞菰、大湫、高根澤、茱萸ケ洞、言洞、花白、賢女、市場、岩羽根、坊田、玉角、平坂、和田、徳田、清崎、高美、萬場、岩原、漆坪、中田、堀田、寺尾、狐塚、堤ケ洞、關屋、仁王淵、蝶々洞、九斗蒔、大音寺、鎌田、奈免入、山中、大平、榛の木、燈籠、中平、山際、田澤、飛渡、田中、中長、中芝、麓、姥石、大長洞、山野田、鼠平、山之神、上根通、下根通、陣中、中島、櫻ケ根、大苗代、殿田、おつた切、細畑、釜井、銀杏木、切岸、道鎮、折坂、栃洞、高根、成瀬、大入、道洞、中入、堀、小石原、畑中、牧前、大洞、濱井場
- 大字:上手向
- 字:瀬木、井の上、経塚、升田、日向、日向前、丁田、三つ石、石平前、石平、石平洞、狐塚、岩羽佐間、八つ田、野牛ケ洞、井戸洞、山之神、城ケ峯、掛地、一之明、高柳、竹の下、七切、石橋、向田、戸地洞、小洞、奥戸地洞、薬研、池ケ洞、桵、梅ケ洞、奥洞、圓坂、雨洗美、講念田、立岩、檞崎、永坂、於齟齬、梨木、丁内洞、源太洞、落ケ澤、東鹽坂、水晶ケ峯、はしばみ口、西ケ洞、扇田、中洞、無量寺洞、無量寺、地蔵縄手、曲淵、平床、大梅院、畳屋、東上市場、西上市場、久古、蔵王田、福神平、蔵王田上、蔵王ケ峯、御嶽ケ洞、八升蒔、はまゐ場、上浮坪、下浮坪、又平田、日やけ田、羽佐間、大功、あくま、神田、御屋敷、狸洞、野志越内、大洞、佛田、朴の木、山崎、根側、黒羽根、草原、取手、石ケ洞、五兵入、堂ケ洞、井之口、左場、佃ケ洞、さいかち、篠ケ洞、柳ケ洞、押田、押田洞、鳥居前、向畑、長楽寺、大正寺下、大正寺、姫口、別荘

## 歴史
- 平安時代末期から戦国時代末期まで、恵那郡遠山荘の一部。岩村城を拠点とする地頭であった遠山氏の所領。
- 江戸時代上手向村は旗本の明知遠山氏の領地。久保原村は岩村藩領。馬場山田村は飯高のみが尾張藩領で、その他は岩村藩領とに分かれていた。飯高は、戦国時代の末期まで萬勝寺の寺領であったが関ヶ原の戦い後に岩村藩と旗本の明知遠山氏が領地を争って決まらなかった。そのため一旦は幕府の領地としたが、元和5年に尾張藩領に組み込まれた。
- 1897年（明治30年）4月1日 - 馬場山田村、久保原村、上手向村が合併し、遠山村となる。
- 1955年（昭和30年）3月1日 - 恵那郡遠山村と鶴岡村が合併し町制施行。山岡町となる。

## 教育
- 遠山村立遠山小学校 （1955年に山岡東小学校に改称。1958年に山岡西小学校と統合し、現・恵那市立山岡小学校）
- 遠山村立遠山小学校久保原分校 （1958年より山岡小学校久保原分校。1969年廃校）
- 遠山村立遠山小学校峰山分校 （1958年より山岡小学校峰山分校。1966年廃校）

## 交通機関
- 国鉄明知線
  - 遠山駅[1][2]

## 神社
- 清崎 春日神社 天児屋根命・応神天皇 由緒不詳
- 立岩 神明神社 天照大神 慶安5年勧請
- 石平洞 手向神社 素戔嗚尊 創建不詳 延宝2年再建
- 押田洞 貴布禰神社 水波能売神 創建不詳 寛永2年11月再建
- 姫口 八幡神社 応神天皇 元禄8年8月再建
- 三升蒔 日吉神社 大山咋神 文禄4年9月再建
- 申堂前 熱田神社 日本武尊 宝暦10年10月再建
- 休場 八幡神社 応神天皇 寛文2年10月創建
- 芋ヶ洞 神明神社 天照大神 創立不詳 貞享元年12月再建

## 寺院
- 萬勝寺(飯高観音)(臨済宗妙心寺派)
- 盛久寺 (曹洞宗)慶長2年 山田村の郷士の後藤新左衛門が開基。岩村町の盛厳寺の末寺。二世の石室全玖が中興。
- 林昌寺 (曹洞宗) 元は瑠璃光寺であったが、天文年間に武田氏の兵火により焼失。その後邑主の遠山左京之進の母の宗貞尼が小堂を建て如来を本尊として恵月庵とする。寛永5年に盛久寺の三世の龍山長雲が林昌寺として開寺。初住職は、その弟子の天暁。
- 圓徳寺 (臨済宗妙心寺派)元和2年に桂堂が開山。寛永2年 瑞林寺 (美濃加茂市) の笠源が中興。天明年間に胡道が再興。

## 名所
- 爪切地蔵
- 花白温泉